# Tadeusz Pełczyński

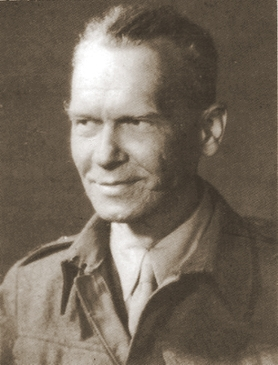
Major-General Tadeusz Pełczyński

Tadeusz Walenty Pełczyński (codinome: Grzegorz; Varsóvia, 14 de fevereiro de 1892 – 3 de janeiro de 1985, Londres) foi um major general do Exército polonês, oficial de inteligência e chefe do estado-maior da Seção II da inteligência militar.
Durante a 2° Guerra Mundial, foi chefe de gabinete do Armia Krajowa (julho de 1941 – outubro de 1944) e vice-comandante (julho de 1943 – outubro de 1944).

## Início da vida e educação
Tadeusz Pełczyński era o filho de Ksawery Pełczyński, um engenho técnico, e Maria née Liczbińska, uma professora, e foi um bisneto de Michał Pełczyński, um general do Exército do Congresso da Polônia.
Pełczyński começou a escola em Łęczyca. Em 1905, ele participou de uma greve escolar que estava conectada com os esforços poloneses para ganhar a independência do Império russo. Ele continuou seus estudos em Varsóvia no Ginásio Paweł Chrzanowski. Em 1911, começou os estudos de medicina na Universidade de Cracóvia. Como um estudante de medicina, ele era membro da organização patriótica Sokół  e do "Zet" (Związek Młodzieży Polskiej "Zet") uma organização juvenil.

## Casamento e família
Em 1923 Pełczyński se casaria com Wanda Filipowska, com quem teve uma filha, Maria, e o filho, Krzysztof (Nascido em 1924, que morrera durante a revolta de Varsóvia , em 17 de agosto de 1944, de ferimentos sofridos no dia 1 de agosto, o primeiro dia da Revolta).

## 1º Guerra Mundial

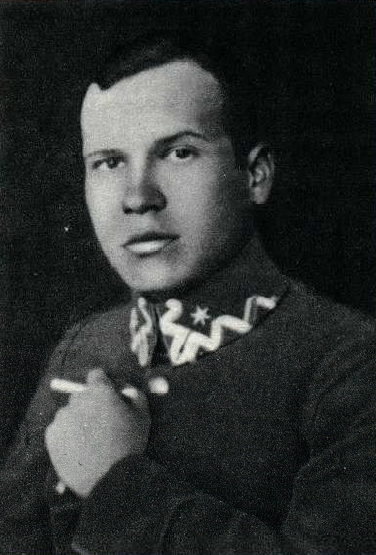
Segundo-tenente (Podporucznik) Tadeusz Pełczyński, 1916

Com a eclosão da I Guerra Mundial em agosto de 1914, Pełczyński estava em férias perto de Włocławek. Depois que a área foi ocupada pelos Alemães, ele foi mobilizado para trabalhar como um médico, em um acampamento para prisioneiros russos.
Após a sua liberação do serviço alemão, em junho de 1915, ele se juntou a legião Polonesa. Ele serviu como oficial no 6º Regimento de Infantaria (6 Pułk Piechoty Legionów) onde comandou um pelotão e uma companhia. Em julho de 1917, ele foi internado em um acampamento em Beniaminów. Em Março de 1918, ele foi liberado do internamento.

## Período entre guerras
Em novembro de 1918, Pełczyński foi aceito no exército polonês e colocado no comando de uma companhia, depois em um batalhão. Em março de 1920, foi transferido para a Escola de Oficiais de Infantaria em Varsóvia como comandante de companhia, e depois comandante de batalhão. De setembro de 1921 a setembro de 1923 frequentou o Wyższa Szkoła Wojenna em Varsóvia. Depois de se formar com o diploma de oficial do Estado-Maior, ele retornou à Escola de Oficiais de Infantaria como comandante de batalhão.
Pełczyński foi o chefe de pré-guerra mais antigo do Segundo Departamento (1929-1932 e 1935 - janeiro de 1939). Em janeiro de 1939 ele foi dispensado deste posto e colocado no comando da 19ª Divisão de Infantaria (19 Dywizja Piechoty), estacionada em Wilno. Seu mandato como chefe da Seção II foi encerrado pelas atividades políticas de sua esposa Wanda contra o marechal Edward Śmigły-Rydz e o general Felicjan Sławoj-Składkowski .

## 2° Guerra mundial
Pełczyński pode ter feito uma das maiores contribuições para a vitória dos Aliados na II Guerra Mundial, bem antes da abertura das hostilidades, de acordo com o Coronel Stefan Mayer fora ele que propôs a dar o conhecimento polonês sobre a máquina Enigma para os aliados franceses e Britânicos.
Após a eclosão da guerra, a partir de 5 de setembro de 1939, Pełczyński comandou forças nas retaguardas dos invasores alemães da Wehrmacht. Após a conclusão da invasão, ele foi para Varsóvia para trabalhar na clandestinidade com o Serviço da Armia Krajowa.
A partir de julho de 1940 até abril de 1941, ele comandou o distrito de Lublin em nome da resistência. Com as ações da Gestapo foram se intensificando, ele retornou para Varsóvia e aceitou o cargo de chefe de gabinete do ZWZ (julho de 1941). A partir de julho de 1943, ele foi auxiliar do Comandante-do-Exército. Em novembro de 1943, ele foi promovido a major-general. Tadeusz Pełczyński comandou diversas ações de sabotagem contra os alemães (incluindo a interrupção de várias linhas ferroviárias). Ele foi um dos que tomou parte na decisão de iniciar a revolta de Varsóvia.
Durante as cinco semanas da Revolta de Varsóvia, Pełczyński foi gravemente ferido em um bombardeio, e, como resultado, ele não poderia mais exercer suas funções como chefe do Exército.
Após a supressão da Revolta, Pełczyński foi preso pelos Alemães no acampamento em Langwasser, e em seguida foi transferido para Colditz.

## Vida Posterior
Após sua libertação pelos Aliados em 1945, ele passou a viver em Londres, na Inglaterra.

## Condecorações
- Cruz de Ouro da Ordem Virtuti Militari
- Cruz de Prata da Ordem Virtuti Militari
- Cruz da Independência
- Cruz do Oficial da Ordem da Polonia Restituta
- Cruz do Valor ( três vezes )
- Cruz de Ouro do Mérito
- Cruz do Armia Krajowa